# Люсьєн Мартіне
Люсьєн Мартіне (фр. Lucien Martinet, 1878 — 10 червня 1903) — французький академічний веслувальник.
Срібний призер Олімпійських Ігор 1900 року в складі розпашної двійки зі стерновим.
Чемпіон Європи 1898 (парні двійки), 1900 (розпашні двійки зі стерновим) років.